# Older (음반)
| 전문가 평가             | 전문가 평가 |
| 평가 점수               | 평가 점수   |
| 출처                    | 점수        |
| ----------------------- | ----------- |
| AllMusic                | [ 1 ]       |
| Entertainment Weekly    | C           |
| The Guardian            | [ 3 ]       |
| Los Angeles Times       | [ 4 ]       |
| Music Week              | [ 5 ]       |
| NME                     | 9/10        |
| Rolling Stone           | [ 7 ]       |
| Rolling Stone (Germany) | [ 8 ]       |
| Yahoo! Music UK         | [ 9 ]       |

《Older》는 1996년 5월 13일, 버진 레코드와 에게 레코드를 거쳐 유럽에서 발매된 조지 마이클의 세 번째 솔로 스튜디오 음반이다. 미국 발매는 드림웍스 레코드가 발매한 최초의 음반이었다. 마이클이 1990년 발표한 《Listen Without Prejudice Vol. 1》 이후 첫 음반이었는데, 5년 반의 공백은 마이클이 전 음반사인 소니 뮤직과 겪었던 법적 다툼 때문이었다. 마이클은 《Older》의 녹음 작업에 3년을 바쳤으며, 이 음반은 그가 이전 작품보다 더 진지한 방식으로 새로운 음악 영역을 탐험하는 것을 발견했다.
발매 당시 이 음반은 특히 유럽에서 큰 상업적 히트를 쳤지만, 미국에서는 미온적인 비판적 찬성으로 받아들여졌다. 영국에서 이 음반은 2년 동안 6개의 톱 3 히트 싱글을 만들어 여전히 타의 추종을 불허하는 레코드를 만든 것으로 특히 주목을 받았다. 음반의 높은 판매량은 원래 발매된 지 18개월 만에 《Older & Upper》라는 이름으로 음반의 재발행을 예감했다.

## 어워드 및 라이브 쇼
1996년 조지는 MTV 유럽 어워드와 브릿 어워드에서 '최고의 영국 남성'으로 뽑혔고, 아이버 노벨로 어워드에서 '올해의 작곡가'라는 명망 있는 타이틀을 세 번째로 받았다.
1996년 10월 초에 조지는 라디오 1 FM을 위한 공연에 이어 MTV를 위한 《언플러그드》 세션으로 5년 동안 그의 첫 라이브 쇼를 공연했다. 라디오 1FM 시청자는 200명, 《MTV 언플러그드》 세션은 500명으로 약간 더 많았다. 두 명의 관객 모두 경쟁상 수상자를 포함했는데, 그들 중 일부는 전 세계에서 런던으로 날아갔으며, 특별히 초청된 다양한 손님들도 있었다.

## 곡 목록
모든 곡들은 특별한 언급이 없는 한 조지 마이클에 의해 작사/작곡과 프로듀싱을 맡았다.
| #   | 제목                         | 작사·작곡               | 프로듀서            | 재생 시간 |
| --- | ---------------------------- | ----------------------- | ------------------- | --------- |
| 1.  | 〈Jesus to a Child〉         |                         |                     | 6:51      |
| 2.  | 〈Fastlove〉                 |                         | 마이클, 존 더글라스 | 5:24      |
| 3.  | 〈Older〉                    |                         |                     | 5:33      |
| 4.  | 〈Spinning the Wheel〉       | 마이클, 더글라스        | 마이클, 더글라스    | 6:21      |
| 5.  | 〈It Doesn't Really Matter〉 |                         |                     | 4:50      |
| 6.  | 〈You Have Been Loved〉      |                         |                     | 6:01      |
| 7.  | 〈To Be Forgiven〉           |                         |                     | 5:21      |
| 8.  | 〈Move On〉                  |                         |                     | 4:45      |
| 9.  | 〈Star People〉              |                         |                     | 5:16      |
| 10. | 〈You Have Been Loved〉      | 마이클, 데이비드 오스틴 |                     | 5:30      |
| 11. | 〈Free〉                     |                         |                     | 3:00      |

## 인증
| 국가                                                                                         | 인증        | 판매량/출하량 |
| -------------------------------------------------------------------------------------------- | ----------- | ------------- |
| 오스트레일리아 (ARIA)                                                                        | 2× 플래티넘 | 140,000^      |
| 오스트리아 (IFPI 오스트리아)                                                                 | 골드        | 25,000*       |
| 벨기에 (BEA)                                                                                 | 플래티넘    | 50,000*       |
| 브라질 (Pro-Música Brasil)                                                                   | 골드        | 100,000*      |
| 캐나다 (뮤직 캐나다)                                                                         | 2× 플래티넘 | 200,000^      |
| 덴마크 (IFPI Danmark)                                                                        | 7× 플래티넘 | 140,000       |
| 프랑스 (SNEP)                                                                                | 플래티넘    | 474,700       |
| 독일 (BVMI)                                                                                  | 플래티넘    | 500,000^      |
| 이탈리아                                                                                     | —           | 400,000       |
| 일본 (RIAJ)                                                                                  | 골드        | 201,970       |
| 네덜란드 (NVPI)                                                                              | 플래티넘    | 100,000^      |
| 뉴질랜드 (RMNZ)                                                                              | 플래티넘    | 15,000^       |
| 노르웨이 (IFPI 노르웨이)                                                                     | 플래티넘    | 50,000*       |
| 폴란드 (ZPAV)                                                                                | 플래티넘    | 100,000*      |
| 스페인 (PROMUSICAE)                                                                          | 2× 플래티넘 | 200,000^      |
| 스웨덴 (GLF)                                                                                 | 골드        | 50,000^       |
| 스위스 (IFPI 스위스)                                                                         | 플래티넘    | 50,000^       |
| 영국 (BPI)                                                                                   | 6× 플래티넘 | 1,800,000     |
| 미국 (RIAA)                                                                                  | 플래티넘    | 1,000,000^    |
| 요약                                                                                         |             |               |
| 유럽 (IFPI)                                                                                  | 5× 플래티넘 | 5,000,000*    |
| *판매량을 기반으로 한 인증 · ^출하량을 기반으로 한 인증 · 판매량+스트리밍을 기반으로 한 인증 |             |               |